# The Old Blue Mayor She Ain’t What She Used to Be
«The Old Blue Mayor She Ain’t What She Used to Be» (с англ. — «Старый синий мэр не такая, какой она была раньше») — шестой эпизод двадцать девятого сезона мультсериала «Симпсоны». Впервые вышел 12 ноября 2017 года в США на телеканале «FOX».

## Сюжет
Трек старого монорельса Спрингфилда превращается в парк «Скай-Лайн». На официальном открытии мэр Куимби включает электричество, которое случайно активирует монорельсовый поезд и уничтожает дощатый настил, срывается и врезается в мемориальную статую Леонарда Нимоя. Во время городского собрания о катастрофе мэр Куимби отмахивается от предложений Мардж сексистскими замечаниями. После этого её семья подкидывает ей идею бороться против него в выборах мэра Спрингфилда. После первоначального спада в опросах общественного мнения в ходе дебатов кандидатов Мардж обещает наконец потушить горящие шины со свалки, что поднимает поддержку избирателей и, в конечном счёте, она выигрывает на выборах.
Однако, когда бульдозеры приходят к огню шин, Мардж чувствует симпатию к оператору сувенирной лавки свалки, который приковал себя к воротам в знак протеста. Из-за этого её обвиняют в нарушении её обещания. Позже Мардж и её команда поддержки (состоящей из Линдси Негл, профессора Фринка и Хулио) возвращаются с предложением по продаже сувенирного стенда, но она случайно оскорбляет оставшегося владельца, не зная, что он — ветеран войны во Вьетнаме, чей лучший друг умер, наступив на противопехотную мину. Это ещё больше вредит её поддержке.
В попытке вернуть избирателей Мардж проводит прямую трансляцию с кухни дома Симпсонов, которая просматривается и оценивается в прямом эфире её командой поддержки и фокус-группой. Во время этого она наказывает смущающие выходки Гомера, заставив зрителей смеяться, и её рейтинг начал стремительно расти. В результате она продолжать публично делать Гомера объектом своих шуток, который получает сэндвич, названный в его честь, и свой собственный воздушный шар в параде Дня благодарения, который «пукает» конфетти.
Когда она видит, как Гомера превратили в посмешище, она посещает Куимби у него дома, чтобы спросить, возможно ли быть хорошим лидером и иметь семейную жизнь, на что он говорит ей, что это не так, и благодарит её за его возвращение в семейную жизнь. При крещении очередной крышки люка канализации Мардж нарушает сценарий, который ей даёт Линдси, и начинает говорить о своей любви к Гомеру. Толпа уходит, бормоча от разочарования, что не услышала шуток.
В заключительной сцене, восемь лет спустя Мардж с Гомером проходит через библиотеку, посвященную её политической карьере. Мардж предлагает пропустить следующий зал, но Гомер указывает, что им нужно пройти через него, чтобы добраться до буфета. Когда они проходят, выясняется, что она была подвергнута импичменту, а Куимби был восстановлен на должность мэра Спрингфилда.

## Отношение критиков и публики
Во время премьеры на канале Fox эпизод просмотрели 4,75 млн человек с рейтингом 1.9, что сделало его самым популярным шоу на канале Fox в ту ночь.
Деннис Перкинс из «The A.V. Club» дал эпизоду оценку B, сказав: «Симпсоны — это не циничное шоу, так как оно противостоит соблазну демонизировать или возвышать гражданственность или патриотизм».